# 倉俣村
倉俣村（くらまたむら）は、かつて新潟県中魚沼郡にあった村。

## 沿革
- 1889年（明治22年）4月1日 - 町村制施行に伴い中魚沼郡倉俣村が村制施行し、倉俣村が発足。
- 1955年（昭和30年）3月31日 - 中魚沼郡田沢村と合併し、中里村となり消滅。